# Jack Jeffers
Jack Jeffers (* 10. Dezember 1928 in Montserrat) ist ein US-amerikanischer Jazz-Musiker (Bassposaune, Tuba, Arrangement).

## Leben und Wirken
Jeffers’ Mutter spielte Klavier und Kirchenorgel. Er studierte um 1950 in Boston Posaune und arbeitete dann in der Hausband des Howard Theatre in Washington D.C. In der zweiten Hälfte der 1950er-Jahre spielte er bei Buddy Johnson und Warren Smith, 1960 bei Lionel Hampton. Mitte der 1960er-Jahre gehörte er dem Orchester von Charlie Barnet an, mit dem erste Aufnahmen entstanden, in den folgenden Jahren spielte er mit Warren Smith und dem Composers Workshop Orchestra sowie mit dem Jazz Composer’s Orchestra um Michael Mantler. In der Bigband von Dizzy Gillespie trat er 1968 auf dem Newport Jazz Festival auf. Er wirkte ferner bei Carla Bleys Escalator over the Hill mit und arbeitete um 1970 u. a. mit Herbie Hancock, Ernie Wilkins, Clark Terry, Hermeto Pascoal, Houston Person und Thad Jones. In den 1970er-Jahren war er ferner auf Plattenaufnahmen u. a. von Charles Earland, Cal Tjader, Randy Weston, Ella Fitzgerald, Grachan Moncur III (Echoes of Prayer), Charles Tolliver, Anthony Braxton, Yusef Lateef und Harold Wick zu hören. In den 1980er-Jahren arbeitete er außerdem mit Lena Horne, Charlie Hadens Liberation Music Orchestra (The Ballad of the Fallen) und Muhal Richard Abrams, in den beiden folgenden Jahrzehnten auch in Bigband-Projekten von Nancie Banks, Chico O’Farrill, Arturo O’Farrill, Louie Bellson sowie Jimmy Heath. Er arrangierte auch Musik für eigene Bands. 1995 nahm er mit seiner New York Classics Big Band das Album New York Dances (Mapleshade Records) auf; zu den mitwirkenden Musikern gehörten James Zollar, Bill Easely und Warren Smith. Im Bereich des Jazz war er zwischen 1966 und 2014 an 88 Aufnahmesessions beteiligt. Jeffers arbeitete außerdem häufig als Studiomusiker und für Broadway-Produktionen.

## Lexikalischer Eintrag
- Leonard Feather, Ira Gitler: The Biographical Encyclopedia of Jazz. Oxford University Press, New York 1999, ISBN 0-19-532000-X.